# Valle de la Cruz
El Valle de la Cruz (en hebreo: עמק המצלבה Emek Hamatzlevah ) es un valle situado al oeste de Jerusalén, nombrado así debido al Monasterio de la Cruz, ubicado en el valle.
El monasterio fue construido en el siglo XI, durante el reinado del rey Bagrat IV por el georgiano Giorgi-Prokhore de Shavsheti. Se cree que el sitio fue consagrado originalmente en el siglo cuarto bajo la instrucción del emperador romano Constantino el Grande, quien más tarde dio el lugar al georgiano Mirian III rey de Iberia después de la conversión de su país al cristianismo en el año 327. 